# 弗朗切斯科·蒙坦尼斯
弗朗切斯科·蒙坦尼斯（西班牙語：Francisco Montañés；1986年10月8日—）是一位西班牙足球運動員。在場上的位置是右邊鋒。他現時於西班牙足球甲級聯賽球隊愛斯賓奴足球會外借至利雲特足球會。他也曾效力於皇家薩拉戈薩足球俱樂部。